# Bullhead City
Bullhead City ist eine Stadt im Mohave County des US-Bundesstaats Arizona mit 41.348 Einwohnern (Stand: Volkszählung 2020).
Sie liegt rund 100 Meilen (160 Kilometer) südlich von Las Vegas am Colorado River. Das Stadtgebiet hat eine Größe von 119 km².
Bullhead City ist über eine Brücke über den Colorado River mit Laughlin (Nevada) verbunden, der Stadt mit den drittmeisten Casinos in Nevada, nach Las Vegas und Reno. Viele Einwohner von Bullhead City arbeiten in Laughlin oder leben indirekt vom dort legalen Glücksspiel.

## Einwohnerentwicklung
| Jahr | Einwohner |
| ---- | --------- |
| 1980 | 10.719    |
| 1990 | 21.951    |
| 2000 | 33.769    |
| 2010 | 39.540    |
| 2020 | 41.348    |

## Verkehr
Durch Bullhead City verläuft die Arizona State Route 95, die nördlich der Stadt an der Arizona State Route 68 endet.
Der Flughafen Laughlin/Bullhead liegt zwei Kilometer nördlich der Stadt.